# Good Thing
Good Thing är ett musikalbum av Rebecka Törnqvist och hennes andra i ordningen. Det gavs ut 1995 av EMI , och toppade den svenska albumlistan. Titelspåret blev en stor hitlåt. På albumet medverkar även bland andra även Esbjörn Svensson Trio, Peter Asplund, Per "Texas" Johansson och Max Schultz.

## Låtlista
Alla låtar är skrivna av Rebecka Törnqvist & Pål Svenre om inget annat anges.
1. "Good Thing" – 3:45
  - Jan Robertson — trummor
  - Greta Folkesson, André de Lange, Rebecka Törnqvist — kör
2. "Just as Long" – 4:39
  - Jan Robertson — trummor
  - Stråkar från SNYKO
3. "Sleep Tight" – 3:25
  - Jan Robertson — trummor
  - Pål Svenre — piano, synthesizer
4. "Julio's Rainbow" (Rebecka Törnqvist, Esbjörn Svensson) – 4:37
  - Jan Robertson — trummor
  - Stråkar från SNYKO
5. "You and Your Great Love" – 4:09
  - Christer Sjöström — trummor
  - Håkan Nyqvist & Göran Gunnarsson — valthorn
6. "Forever More" – 4:35
  - Jan Robertson — cymbaler
  - Greta Folkesson, André de Lange, Rebecka Törnqvist — kör
7. "I Do" (Rebecka Törnqvist) – 4:31
  - Jan Robertson — trummor
  - Stråkar från SNYKO
8. "Monster Walk" – 5:10
  - Jan Robertson — trummor
  - Per "Ruskträsk" Johansson — altsaxofon
9. "Love Song" – 3:04
  - Jan Robertson — trummor
  - Bo Eriksson — engelskt horn
10. "Larger Than Life" (Rebecka Törnqvist, Pål Svenre, Markus Wikström) – 5:34
  - Jan Robertson — trummor
  - Greta Folkesson, Rebecka Törnqvist — kör
11. "I Don't Know Why" (Shawn Colvin) – 5:28
  - Magnus Öhrström — trummor
  - Esbjörn Svensson — piano

Total tid: 49:08

## Medverkande
- Rebecka Törnqvist — sång
- Pål Svenre — piano, synthesizer, Fender Rhodes, keyboards, Wurlitzer, kör
- Jan Robertson — trummor
- Hans Backenroth — kontrabas
- Max Schultz — elgitarr, 6-strängad akustisk gitarr, slidegitarr,
- Lars Halapi — 12-strängad & 6-strängad akustisk gitarr,
- Henrik Janson — 12-strängad & 6-strängad akustisk gitarr,
- Markus Wikström — elbas
- René Martinez — percussion
- Esbjörn Svensson — piano, synthesizer
- Dan Berglund — kontrabas
- Magnus Öhrström — trummor
- Mats Asplén — hammondorgel
- Håkan Nyqvist — valthorn
- Göran Gunnarsson — valthorn
- Christer Sjöström — trummor
- Peter Asplund — trumpet
- Leif Lindvall — trumpet
- Per "Texas" Johansson — baryton- & tenorsaxfon
- Per "Ruskträsk" Johansson — flöjt, altsaxofon
- Fredrik Ljungqvist — saxofon
- Anders Wiborg — trombon
- Bertil Strandberg — trombon
- Mikael Råberg — trombon
- Bo Eriksson — engelskt horn
- Greta Folkesson — kör
- André de Lange — kör
- Magnus Rongedal — kör
- SNYKO:
  - Ulf Forsberg — violin
  - Liselott Andered — violin
  - Christian Bergqvist — violin
  - Hanna Göran — violin
  - Mira Malik — violin
  - Urban Svensson — violin
  - Patrik Swedrup — violin
  - Paul Waltman — violin
  - Elisabeth Arnberg — viola
  - Mikael Sjöberg — viola
  - Hans Åkeson — viola
  - Åsa Forsberg — violoncello
  - Johan Stern — violoncello
  - Urban Werner — kontrabas

## Listplaceringar
| Lista (1995-1996) | Topplacering |
| ----------------- | ------------ |
| Sverige           | 1            |

### Fotnoter
1. ↑  Information i Svensk mediedatabas.
2. ↑  Listplacering